# 接收质量限
接收质量限（英語：Acceptable Quality Limit，缩写：AQL）是可接受的最差容忍过程平均值（百分比或比率），即表示可接受的质量水平。与其相对的术语是拒收质量限（Rejectable Quality Limit，RQL）。在质量控制过程中，如果用于构建控制图的统计数据未超出接收质量限的范围，则称该过程处于可接受的质量水平。否则，该过程就处于可拒绝的控制水平。
接收质量限是一种测试和检验标准，规定了在检验过程中对产品或部件进行随机抽样时发现多少次品数量是可接受的。在电子电气测试、或者物理（机械）检查中发现的缺陷，通常会分为三个级别：关键缺陷、重大缺陷和次要缺陷。关键缺陷是指使产品对消费者产生危险或有害的缺陷，或违反强制性法规的缺陷。重大缺陷可能导致产品失效，降低其适销性或可用性。次要缺陷不会影响产品的市场性或可用性，但存在工艺缺陷，使产品未达到定义的质量标准。而且，不同公司对每种缺陷类型的解释不同。为了避免争论，买方和卖方应同意采用一个根据各方承担的风险水平选择的AQL标准，作为装运前检验的参考。

## 扩展阅读
- Hughes, Charles C. . Washington, D.C: Transportation Research Board. 2005. ISBN 0-309-09749-5.
- Pyzdek, Thomas. . New York: M. Dekker. 1989. ISBN 0-8247-7966-5.